# Rhinophis dorsimaculatus
Rhinophis dorsimaculatus är en ormart som beskrevs av Deraniyagala 1941. Rhinophis dorsimaculatus ingår i släktet Rhinophis, och familjen sköldsvansormar. Inga underarter finns listade i Catalogue of Life.
Arten förekommer endemisk i Sri Lanka. Honor lägger inga ägg utan föder levande ungar.